# Malta nos Jogos Olímpicos de Verão de 1928
Malta competiu nos Jogos Olímpicos pela primeira vez nos Jogos Olímpicos de Verão de 1928 em Amsterdã, Holanda.